# Guzmania hitchcockiana
Guzmania hitchcockiana är en gräsväxtart som beskrevs av Lyman Bradford Smith. Guzmania hitchcockiana ingår i släktet Guzmania och familjen Bromeliaceae. Inga underarter finns listade i Catalogue of Life.